# Арахисовый суп
Арахисовый суп или Суп из земляного ореха — это суп, приготовленный из арахиса и других ингредиентов. Распространён в африканской кухне, но его также едят в Восточной Азии (Тайвань), Соединенных Штатах(в основном в Вирджинии) и других регионах по всему миру. Он распространен на северо-западе Аргентины, Боливии и Перу, где его подают с мясом на кости и короткими макаронами или картофелем фри.
В Гане его часто едят с фуфу, рисом омо туо и вареным тестом банку, часто очень острым. Арахисовый суп также является традиционным супом народа Бини (Эдо) в Нигерии, и его часто едят с толченым ямсом.
Некоторые из основных ингредиентов, используемых для его приготовления: угу, листья озизы Piper guineense (семена узизы) и вернония амигдалина.
Его готовят из арахиса, который разминают в пасту или готовой арахисовой пасты.
Арахисовый суп едят с эба, фуфу, банку, кенки (дамплинги) и другими продуктами. Это деликатес, который едят нигерийцы, ганцы и люди в других африканских странах, например, в Сьерра-Леоне. В Гане он известен как nkatenkwan на языке акан и «Azidetsi» на языке эве.

## Галерея
- Арахисовый суп
- Арахисовый суп с фуфу и рыбой
- Латиноамериканский арахисовый суп

## См.также
- Арахисовое рагу